# 天水圍的夜與霧
《天水圍的夜與霧》是2009年許鞍華導演的電影，其同系華語電影還有《天水圍的日與夜》。本片是以倒敘法講述於2004年真實發生的天恆邨倫常滅門案。
本片為2009年第三十三屆香港國際電影節參展及開幕電影。本片為羅慧娟的真正電影遺作，因羅慧娟於本片上映前有參演的另一套電影《出水芙蓉》受“陳冠希裸照事件”拖累由2008年夏季延至2010年上映，導致根據上映時間計算的話則由《出水芙蓉》成為其遗作。

## 故事大綱
王曉玲(32歲)和她的丈夫李森(44歲)是典型的中港婚姻家庭，年輕的妻子從老遠的四川來廣東打工並嫁到香港，年暮的無業丈夫留在家中照顧小孩。而李森又逼迫曉玲放棄茶餐廳樓面的工作，一家人只依靠綜緩過活。年齡的差距令森不斷懷疑玲對自己不忠，無止境的猜疑令玲飽受精神虐待。一次玲因小故被森趕走，鄰居歐太帶玲去找區議員尋求協助，最後被安排入住庇護中心。玲的院友小莉勸玲離開森，但玲因無法在港獨自生活及養活兩名年幼女兒，以及在經驗不足的社工勸導之下，玲又回到森身邊。可是當晚，森再因小事向玲發脾氣，玲受傷被送到醫院。玲再一次回到庇護中心，但她始終擔心兩個女兒的安全，欲回家接走她們，卻發現大門被鎖。玲慌惶地四處找尋森和兩名年幼女兒，終找到森。森帶著玲和他一起去快餐店接兩名年幼女兒回家。玲一方面知道不應再跟森回去，另一方面又妄想可以和平分手，遂再一次跟他踏入家門，準備收拾細軟帶兩名年幼女兒離開......

## 演員
| 演員                | 角色         | 介紹 |
| 任達華              | 李森         | 曾任職地盤工人，其後无业。 與前妻育有一子，其後與王曉玲育有一對雙生女儿 性情暴戾、好色、疑心及控制欲極重，不但對曉玲的二妹有非分之想，更甚者是有殺人傾向，动不动就有杀死全家的念头（最少曾因為於內地定居時，岳母沒有送飯而將他們家的狗殺害）。 於殺害了曉玲及他們的兩個女兒後報警佯稱曉玲失常殺人後自殘，但因下手太重的關係，結果送院後死亡並被揭發真正案情。                                       |
| 張靜初 童年：凌心怡 | 王曉玲       | 来自四川的姑娘，柔弱纯良，期望以婚姻改变生活，一心一意与老公好好生活，故此小時已經離鄉別井到深圳打拚。 其後認識了李森並懷了他的孩子而與他結婚，本身对香港充满著憧憬，但来港不久美梦破灭。 來港後曉玲於茶餐廳當女侍應，但因經常被客人調戲而引起李森不滿，甚至因為李森不欲綜援金被取消而不再工作，後來屡遭李森施暴。 儘管曉玲向警方、區議員、庇護中心院友及鄰居求助過，最后仍逃不過被李森殺害的厄運。 |
| 羅慧娟              | 陳莉         | 王晓玲於庇護中心暫住時的院友，與曉玲同樣來自四川。 曾经出于好心劝曉玲离开森，可惜玲没有听。在曉玲死後接受警方問話時對警方的處理態度表示憤怒及不滿。 |
| 覃恩美              | 歐太         | 李森夫婦的鄰居，在曉玲與兩名女兒被李森趕出家門時帶她們找區議員求助。 在接受警方問話並講到兇殺案發生當天情況時突然精神崩潰。 |
| 張滿源              | 洪延龍       | 天水圍地區區議員，在曉玲求救後協助她入住庇護中心並申請緊急救濟金，結果於李森夫婦進行和解對話期間被李森認定洪議員與曉玲有私情。 |
| 袁富華              | 高級警司     | 向記者傳媒交代案情的指揮官，但他撒謊表示曉玲生前並沒有報警求助而引起庇護中心院友們的不滿。 |
| 張暘                | 王曉玉       | 王曉玲的二妹，性格內向，故此比較不善言辭。 在李森夫婦於內地定居期間被李森看上並有了非分之想。 |
| 王亦藍              | 李森的大兒子 | 李森與前妻所生的兒子，為皮條客一名，偶爾會探訪及接濟李森。 在兇殺案發生後受警方邀請來到案發現場助查，但於眾記者傳媒面前聲稱不認識李森。 |

## 拍攝場地(部分)
- 天水圍警署旁緊急通道
- 長沙灣社區中心  （页面存档备份，存于）
- 宏逸廣場
- 輕鐵天秀站
- 天恆邨

## 外部連結
- 開眼電影網上《天水圍的夜與霧》的資料（繁體中文）
- 豆瓣电影上《天水圍的夜與霧》的資料 （简体中文）
- 时光网上《天水圍的夜與霧》的資料（简体中文）
- AllMovie上《天水圍的夜與霧》的资料（英文）
- 爛番茄上《天水圍的夜與霧》的資料（英文）
- 香港影庫上《天水圍的夜與霧》的資料（繁體中文）
- 互联网电影数据库（IMDb）上《天水圍的夜與霧》的资料（英文）